# Dera Ismail Khan
Dera Ismail Khan (Urdu: ڈیرہ اسما عیل خان ) é uma cidade do Paquistão, capital do distrito de Dera Ismail Khan, província de Khyber Pakhtunkhwa.
A cidade está situada próxima da margem norte do rio Indus.